# Svenska mästerskapen i dressyr 1975
Svenska mästerskapen i dressyr 1975 avgjordes i Strömsholm. Tävlingen var den 25:e upplagan av Svenska mästerskapen i dressyr.

## Resultat
| Placering | Ryttare                | Häst       |
| --------- | ---------------------- | ---------- |
| 1         | Ulla Håkansson         | Ajax       |
| 2         | Amelie Härning-Nilsson | Timus Lenk |
| 3         | Sten Nordenskjöld      | Horisont   |